# 겐팅 그룹

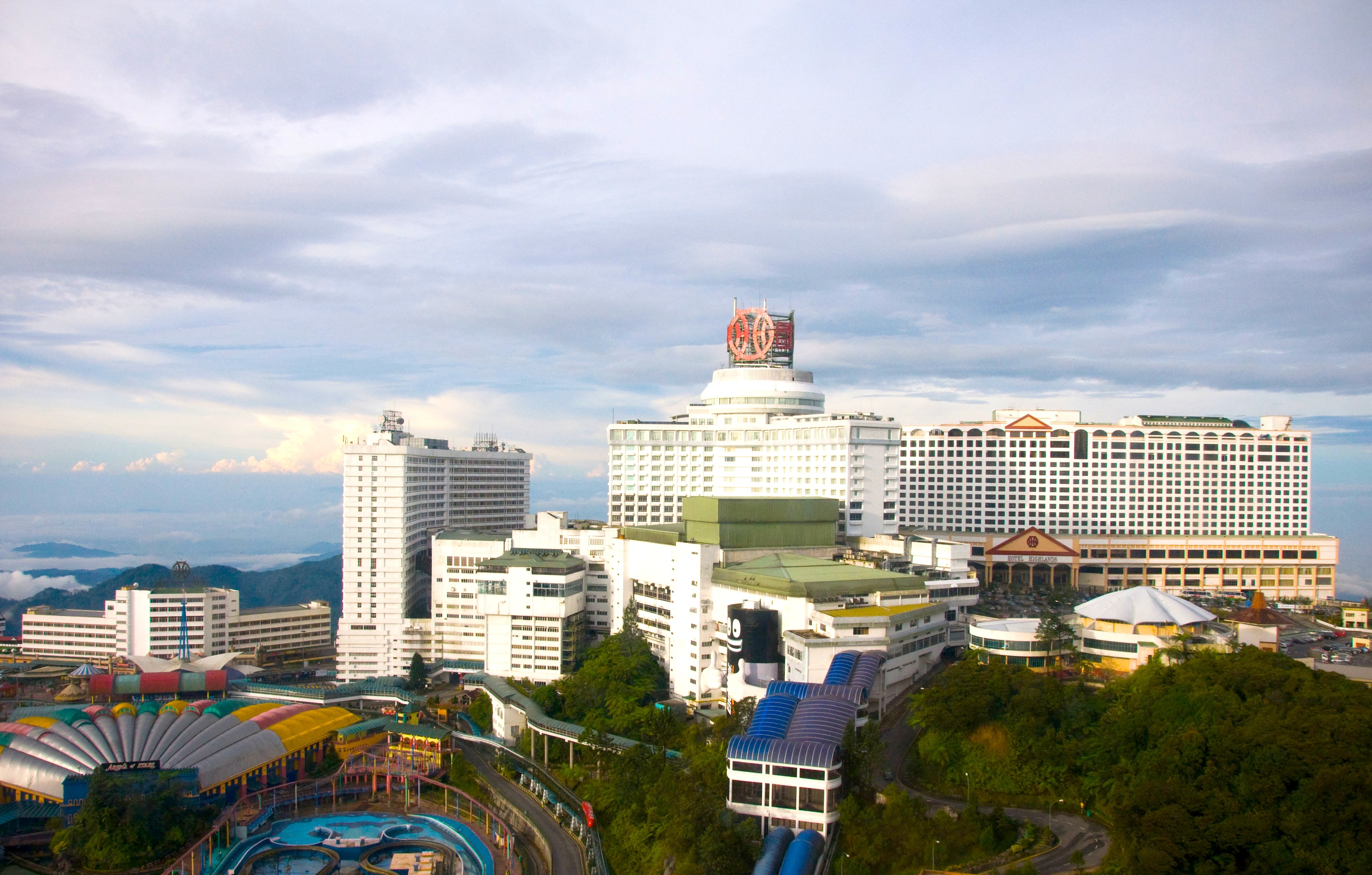

겐팅 그룹(Genting Group)은 1964년에 림고통에 의해 설립 된 겐팅 사의 상표이다. 그룹의 주요 프로젝트는 카지노와 놀이 공원으로, 말레이시아 최대의 고원 리조트, 겐팅 하일랜즈이다.
전 세계 관광, 레저 및 접객업, 게임 산업은 2020년과 2021년에 팬데믹으로 인해 가장 큰 타격을 입은 분야 중 하나였습니다.